# Golden Raspberry Awards 1988
De Golden Raspberry Awards 1988 was het negende evenement rondom de uitreiking van de Golden Raspberry Awards. De uitreiking werd gehouden op 29 maart 1989 in het Hollywood Palace voor de slechtste prestaties binnen de filmindustrie van 1988.

## Genomineerden en winnaars
| "Winnaar"* |

| Categorie | Nominaties |
| --- | ---------- |
| Slechtste film |            |
| Cocktail (Touchstone), geproduceerd door Ted Field and Robert W. Cort                                                  |            |
| Caddyshack II (Warner Bros.), geproduceerd door Neil Canton, Jon Peters, and Peter Guber                               |            |
| Hot to Trot (Warner Bros.), geproduceerd door Steve Tisch                                                              |            |
| Mac and Me (Orion), geproduceerd door R.J. Louis                                                                       |            |
| Rambo III (TriStar Pictures), geproduceerd door Buzz Feitshans                                                         |            |
| Slechtste acteur |            |
| Sylvester Stallone in Rambo III                                                                                        |            |
| Bob "Bobcat" Goldthwait in Hot to Trot                                                                                 |            |
| Burt Reynolds in Rent-A-Cop en Switching Channels                                                                      |            |
| Jackie Mason in Caddyshack II                                                                                          |            |
| Tom Cruise in Cocktail                                                                                                 |            |
| Slechtste actrice |            |
| Liza Minnelli in Arthur 2: On the Rocks en Rent-A-Cop                                                                  |            |
| Cassandra Peterson in Elvira: Mistress of the Dark                                                                     |            |
| Rebecca De Mornay in And God Created Woman                                                                             |            |
| Vanity in Action Jackson                                                                                               |            |
| Whoopi Goldberg in The Telephone                                                                                       |            |
| Slechtste mannelijke bijrol                                                                                            |            |
| Dan Aykroyd in Caddyshack II                                                                                           |            |
| Billy Barty in Willow                                                                                                  |            |
| Christopher Reeve in Switching Channels                                                                                |            |
| Harvey Keitel in The Last Temptation of Christ                                                                         |            |
| Richard Crenna in Rambo III                                                                                            |            |
| Slechtste vrouwelijke bijrol                                                                                           |            |
| Kristy McNichol in Two Moon Junction                                                                                   |            |
| Daryl Hannah in High Spirits                                                                                           |            |
| Eileen Brennan in The New Adventures of Pippi Longstocking                                                             |            |
| Mariel Hemingway in Sunset                                                                                             |            |
| Zelda Rubinstein in Poltergeist III                                                                                    |            |
| Slechtste regisseur |            |
| Blake Edwards voor Sunset                                                                                              |            |
| Stewart Raffill voor Mac and Me                                                                                        |            |
| Michael Dinner voor Hot to Trot                                                                                        |            |
| Peter Macdonald voor Rambo III                                                                                         |            |
| Roger Donaldson voor Cocktail                                                                                          |            |
| Slechtste scenario |            |
| Cocktail, scenario door Heywood Gould, gebaseerd op diens boek                                                         |            |
| Hot to Trot, scenario door Steven Neigher, Hugo Gilbert en Charlie Peters, verhaal door Steven Neigher en Hugo Gilbert |            |
| Mac and Me, geschreven door Stewart Raffill en Steve Feke                                                              |            |
| Rambo III, geschreven door Sylvester Stallone en Sheldon Lettich, gebaseerd op personages bedacht door David Morrell   |            |
| Willow, scenario door Bob Dolman, verhaal door George Lucas                                                            |            |
| Slechtste nieuwe ster                                                                                                  |            |
| Ronald McDonald (als zichzelf) in Mac and Me                                                                           |            |
| Don (het pratende paard) in Hot to Trot                                                                                |            |
| Jean-Claude Van Damme in Bloodsport                                                                                    |            |
| Robi Rosa in Salsa |            |
| Tami Erin in The New Adventures of Pippi Longstocking                                                                  |            |
| Slechtste originele lied                                                                                               |            |
| "Jack Fresh" uit Caddyshack II, geschreven en uitgevoerd door Full Force                                               |            |
| "Skintight" uit Johnny Be Good, geschreven en uitgevoerd door Ted Nugent                                               |            |
| "Therapist" uit A Nightmare on Elm Street 4: The Dream Master, geschreven en uitgevoerd door Vigil                     |            |